# Ravi Haria
Ravi Haria (Elstree, 7 febbraio 1999) è uno scacchista britannico di origine indiana.
Ha ottenuto il titolo di Grande Maestro in novembre 2021.
Conseguì la prima norma  di GM nel campionato a squadre britannico Four Nations Chess League (4NCL) del 2016/17, la seconda in un torneo a Stafford in agosto 2021 e la terza 
in settembre 2021 nel torneo "Northumbria Masters" a Newcastle-upon-Tyne.
Ha vinto diversi campionati giovanili britannici: Under-9 nel 2008, Under-18 nel 2014 e 2017, Under-21 nel 2019.
Ha partecipato alla Coppa del Mondo di scacchi 2021, dove ha superato nel primo turno Vadim Zvjagincev; nel secondo turno ha perso negli spareggi rapid contro Etienne Bacrot.
È di religione giainista ed è iscritto alla Oshwal Association of the U.K. Attualmente risiede a Barnet, un sobborgo della Grande Londra.
Ha scritto un libro sulla variante Rossolimo della difesa Siciliana:
- The Modernised Anti-Sicilians - Volume 1: Rossolimo Variation (Thinkers Publishing, 2021).